# William Dodd (Geistlicher)

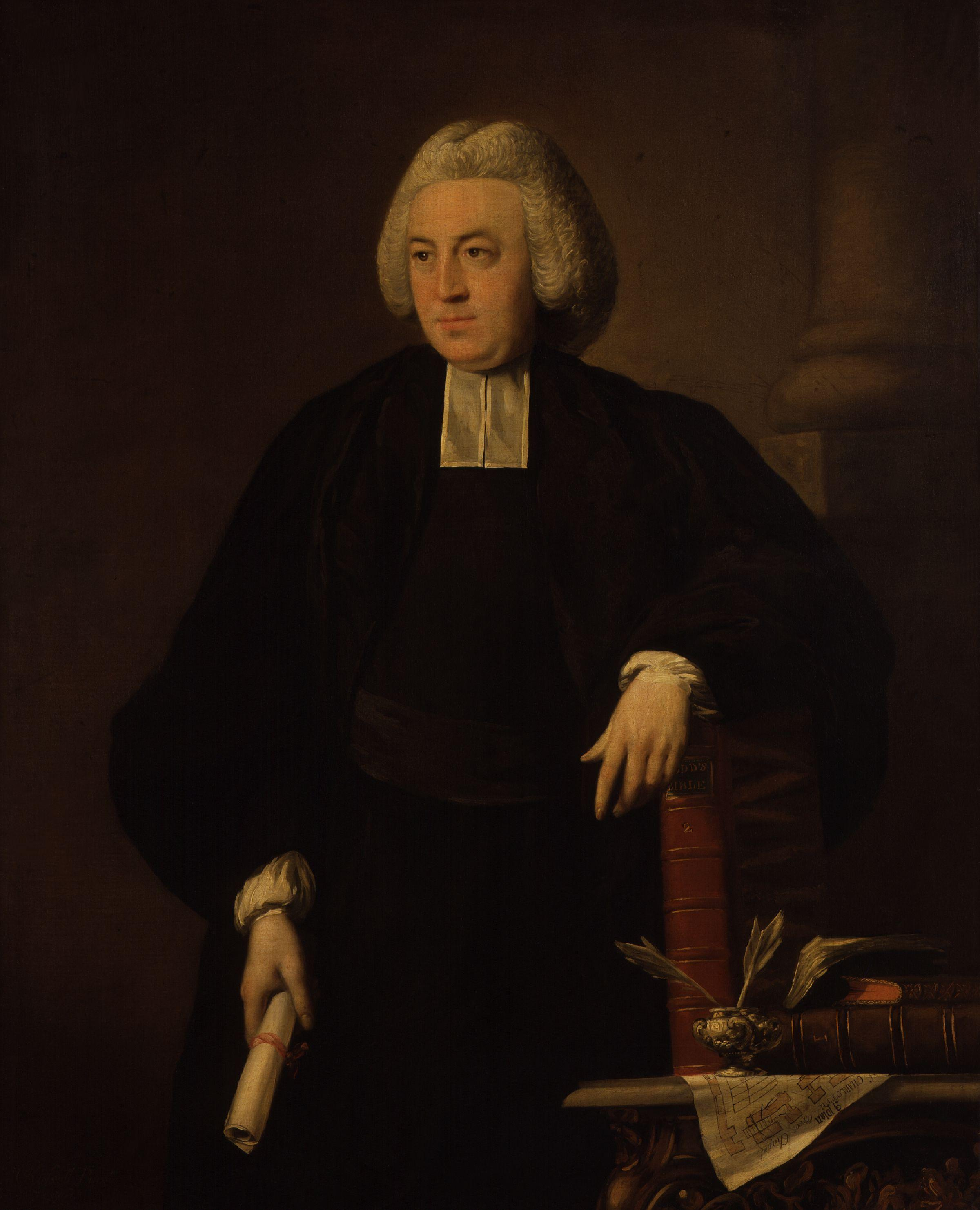
William Dodd 1769, gemalt von John Russell

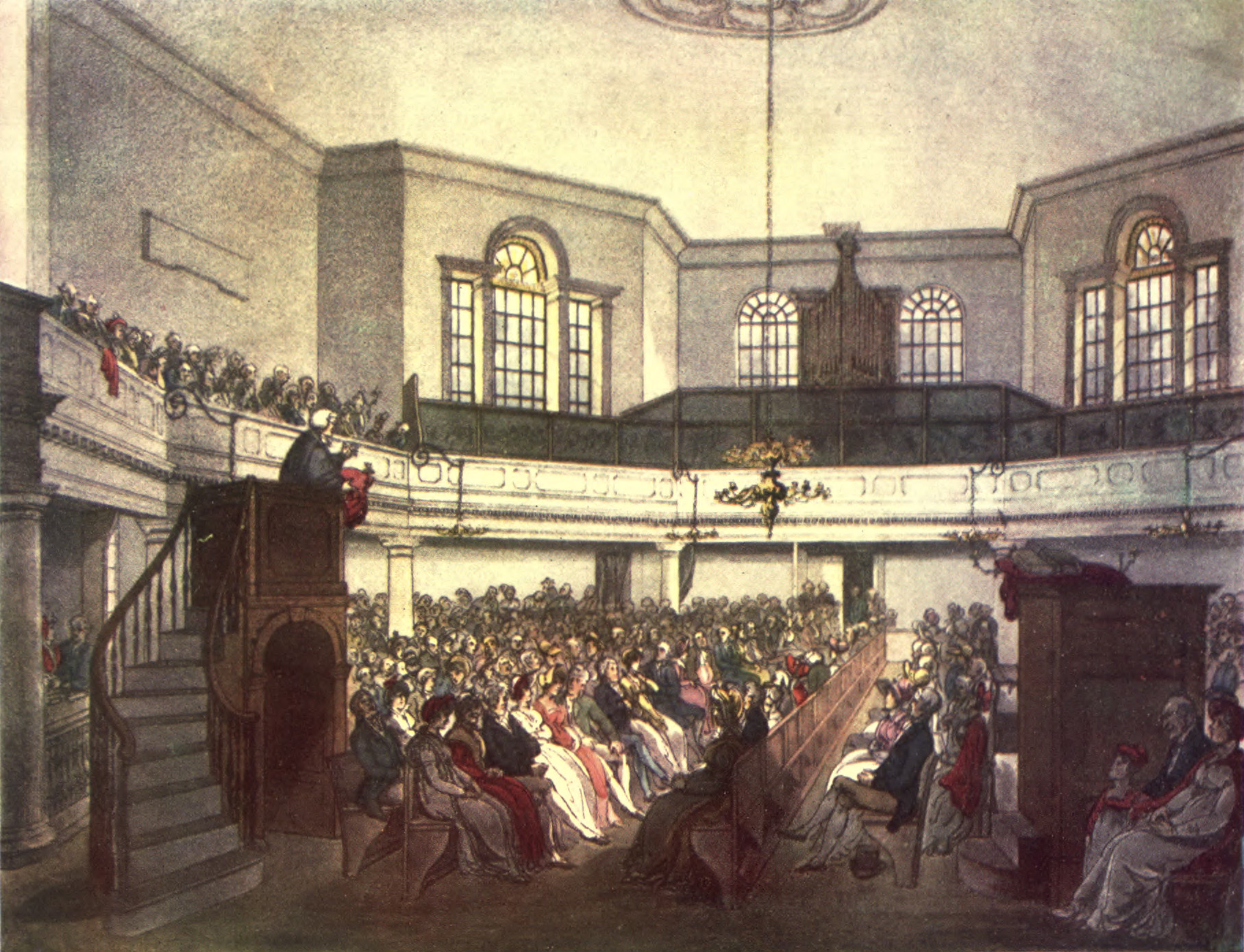
Predigt vor den reuigen Mädchen in der Kapelle des Londoner Magdalen Hospitals in der Blackfriars Road, 1809

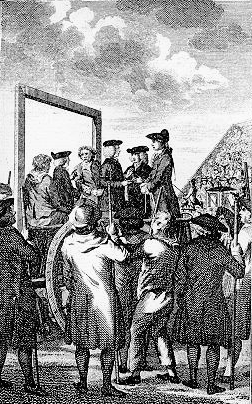
William Dodd vor der Hinrichtung in Tyburn

William Dodd (* 29. Mai 1729 in Bourne (Lincolnshire); † 27. Juni 1777 in Tyburn, London) war ein britischer Geistlicher und Literat, der wegen der Fälschung eines Schuldscheines hingerichtet wurde.

## Leben
Willam Dodd wurde 1729 in Bourne (Lincolnshire) als Sohn eines Vikars geboren. Von 1745 bis 1750 studierte er als Sizar im Clare College an der Universität von Cambridge. Das Studium bestand er mit der Auszeichnung eines Wranglers.  Nach dem Studium ließ er sich in London nieder. Bereits hoch verschuldet heiratete er am 15. April 1751 Mary Perkins, die Tochter eines mittellosen Hausdieners, die aber als abgelegte Mätresse von John Montagu, 4. Earl of Sandwich über eine Aussteuer von 1000 Pfund verfügte. 1751 wurde er zum Diakon und 1753 zum Priester der Anglikanischen Gemeinschaft geweiht. Er erlangte zunächst die Position eines Hilfspriesters an der Kirche von West Ham. Als gefragtem Prediger gelang ihm eine rasche Karriere. Die Aussteuer seiner Frau und einen ihm zugefallenen Lotteriegewinn über 1000 Pfund investierte Dodd in den Bau der Charlotte Chapel in Pimlico. Dodd begründete 1757 das Magdalen Hospital eine Einrichtung zur Resozialisierung von Prostituierten, die er ab 1758 mit großem Engagement leitete. Dodd war ein erklärter Gegner der Todesstrafe, die er aus rechtlichen, politischen und religiösen Gründen ablehnte. Er begründete eine Vereinigung zur Hilfe für arme Schuldner. 1763 erhielt er den Titel eines Chaplain in Ordinary to his Majesty. Lord Chesterfield berief Dodd 1763 zum Erzieher seines Neffen und Nachfolgers Philip Stanhope, 5. Earl of Chesterfield. Dodd promovierte 1765 an der juristischen Fakultät der Universität Cambridge und erhielt den Titel eines LL.D. (Legum Doctor).
Dodd lebte jedoch auf zu großem Fuß. Die privaten Interessen waren breit angelegt und beinhalteten luxuriöse Kleidung, Kunst, eine umfangreiche Bibliothek, Frauen, Pferdewetten und schnelle Wagen. Georg Forster sagte Dodd den Besitz eines Spider Phaetons mit 4 PS nach, der um 1770 die absolute Oberklasse der Sportkutschen darstellte. Seine modischen Extravaganzen trugen ihm den Spitznamen Macaroni Parson ein. Aus seiner finanziellen Not heraus unternahm Dodd 1774 einen Bestechungsversuch, um die einträglichen Pfründen des Rektors von St. George’s, Hanover Square zu erhalten. Der Bestechungsversuch wurde öffentlich gemacht. Dodd verlor sein Ehrenamt als Hofprediger. Samuel Foote machte Dodd in dem Lustspiel The Cozeners als Dr. Simony lächerlich. Thackeray verwendete die Figur des Dr. Simony in seinem Roman Memoirs of Barry Lindon, Esq. Dodd verließ noch 1774 England und kehrte erst 1776 dauerhaft nach Aufenthalten in Frankreich und Genf nach London zurück. Brother Dodd wurde 1775 als Warden in die St. Albans-Loge N° 29 aufgenommen. Als Großkaplan der Ersten Großloge von England hielt er 1775 die Predigt bei der Eröffnung der Freemansons Hall und plante eine Geschichte der Freimaurerei in zwei Bänden zu schreiben. Seit 1761 verfasste Dodd unter dem Pseudonym The Visitor Kolumnen für den The Public Ledger des Journalisten Hugh Kelly. Nach Georg Forster soll er 1776 zusammen mit Kelly eine eigene Zeitung, die in den Ruf einer Chronique Scandaleuse kam, herausgegeben haben. Eine Einigung mit seinen Gläubigern scheiterte in diesem Jahr.
Im Jahre 1777 versuchte er, mit einem gefälschten Schuldschein über 4200 Pfund auf dem Namen seines früheren Schülers Philip Stanhope, nunmehr 5. Earl of Chesterfield, an Geld zu kommen. Der Schuldschein wurde jedoch Stanhope vorgelegt, der ihn als Fälschung erklärte und damit das Gerichtsverfahren gegen seinen Hauskaplan in Gang brachte. Dodd wurde im Newgate-Gefängnis inhaftiert und in Old Bailey am 19. Februar 1777 zum Tod am Galgen verurteilt, wobei die Jury in diesem Fall an die Gnade des Königs appellierte. Das Urteil wurde trotz einer Petition mit 23.000 Unterschriften infolge einer von Samuel Johnson initiierten Kampagne in Tyburn am 27. Juni 1777 vollstreckt. König George III. verweigerte die Begnadigung mit der Begründung, die Position eines prominenten Predigers reiche nicht aus, mildernde Umstände anzuerkennen. Selbst Dodds Kritiker bescheinigten ihm eine aufrichtige Reue und eine beispielhafte Haltung in seinen letzten Stunden. Die Hinrichtung Dodds erregte großes Aufsehen und wurde von Voltaire noch 1777 im Prix de la Justice et d l'Humanité kritisiert. Dodds Witwe starb verarmt am 24. Juli 1784 in Ilford.

## Der Reanimationsversuch
Der Legende nach wurde Dodd von Freimaurern vom Galgen abgeschnitten und wiederbelebt. Er soll nach einem Zeitungsbericht von 1794 einen Monat nach seinem Tod einen Brief aus Frankreich geschrieben haben und in einem Lokal in Dunkerque gesehen worden sein. Wiederbelebungsversuche an Gehenkten in Tyburn sind mehrfach, auch durch James Boswell berichtet. Im Fall von Dodd verhinderte die große Zuschauermenge ein Durchkommen von Helfern. William Dodd war 1774 Gründungsmitglied einer Gesellschaft zur Wiederbelebung Ertrunkener, der Humane Society for the Recovery of Persons apperently drowned, zu deren Unterstützung er bis 1776 Predigten hielt. Tatsächlich versuchte eine Gruppe von Ärzten William Dodd unter Anführung von John Hunter wiederzubeleben. Die Wiederbelebungsmaßnahmen im Haus des Bestatters in der etwa 10 Kilometer entfernten Tottenham Court Road konnten aber erst zwei Stunden nach der Hinrichtung begonnen werden. William Dodd wurde auf dem Friedhof von Cowley (London) begraben, da sein Bruder Richard in Cowley als Priester amtierte.

## Dodds literarisches Werk
William Dodd ließ bereits während seiner Studienzeit in Cambridge ab 1747 Gedichte und Verserzählungen drucken. Über England hinaus bekannt wurde er durch seinen moralisch-freizügigen Roman The Sisters, der 1756 ins Deutsche (Leipzig, bei Weidmann) und 1757 ins Holländische (Amsterdam, n.n.) übersetzt wurde. Auch sein Shakespeare-Kommentar von 1752 wurde auf dem Kontinent rezipiert. Durch Dodds Kommentar fand Goethe im März 1766 Zugang zum Werk Shakespeares. Dodd übersetzte das Werk des Kallimachos von Kyrene. 1772 erschien in Lemgo eine Übersetzung ins Deutsche seiner Predigten für Jünglinge von 1771. Dodd soll insgesamt über fünfzig Werke, meist moralischen und theologischen Inhalts, verfasst haben. 1767 gab Dodd eine Auswahl seiner Gedichte, die Poems by Dr. Dodd, im Eigenverlag heraus. Seine letzten Gedichte verfasste er in der Nacht vor der Hinrichtung.

## The Christian's Magazine
William Dodd gab zwischen 1760 und 1767 bei John Newbery  The Christian's Magazine, die erste christliche Zeitschrift in England, heraus. Autoren der Zeitschrift waren Elisabeth Scott, Joseph Grigg (1720–1768), Ottiwell Heginbotham (1744–1768), Merick und Smart.

## Dodds Bibliothek
Mitte März 1777, drei Wochen nach dem Prozess, wurde Dodds Haushalt aufgelöst. Die Versteigerung fand in Dodds Haus in der Argyle Street statt. Der Katalog der Bibliothek umfasste 318 Lots. Dodd besaß neben theologischen, historischen und philosophischen Schriften vor allem Übersetzungen klassischer Autoren. Ein einziges Exemplar des Versteigerungskataloges hat sich in der Bibliothek der Yale University erhalten. Zwei Ex Libris sind von Dodd bekannt. Unter der Devise Wise and Harmless windet sich eine Schlange um ein Ährenbündel. Bis 1763 trug das erste nur den Namen W. Dodd M.A. Ab 1763 wurde der Titel Chaplain to the King hinzugefügt. Bemerkenswert sind die im Katalog aufgelisteten Bücherschränke aus Mahagoni mit gotischen Elementen an den Türen, was nach dem Stil im Gothic Taste für Arbeiten von Thomas Chippendale spricht.

## Würdigung William Dodds
Trotz seiner abgrundtiefen privaten Verirrungen und Verstrickungen steht Reverend Dr. William Dodd in der Reihe der großen Sozialreformer des 18. Jahrhunderts, dessen Wirken selbst Voltaire Respekt abnötigte. Die Zielsetzungen der von ihm initiierten oder mitbegründeten Gesellschaften sind noch heute aktuell und weisen in die Zukunft. Dazu gehören sein Einsatz für ledige Mütter und Prostituierte im St. Magdalens Hospital, die Gesellschaft zur Entschuldung und Rehabilitation in Not geratener und ausgegrenzter Schuldner, die Gesellschaft zur Wiederbelebung Ertrunkener und sein Eintreten gegen die Todesstrafe, Themenkomplexe, in denen er sich selbst zerrieb. Mit seinen Predigten im französischen Stil begründete Dodd eine vom Gedanken der Charismatik geleitete Gemeindeführung. Literarisch prägte er zusammen mit Isaac Reed die europäische Shakespearerezeption des 18. Jahrhunderts.

## Werke (Auswahl)
- The beauties of Shakespear: regularly selected from each play. With a general index, digesting them under proper heads. Illustrated with explanatory notes, and similar passages from ancient and modern authors. By William Dodd … In two volumes, T. Waller, London, 1752.
- The sisters; or, The history of Lucy and Caroline Sanson, entrusted to a false friend, T. Waller, London, 1754. Deutsche Ausgabe: Weidmann, Leipzig 1756
- A sermon preach'd in the parish-church of St. Andrew : Holborn, On Friday April 26, 1754. before the president and governors of the City of London Lying-in Hospital for Married Women, at Shaftesbury-House in Aldersgate-Street. By William Dodd, B.A. Lecturer of West Ham in Essex, And of St. Olave's Hart-Street. Published at the Request of the Society, Charles Say, London, 1754.
- The african prince : when in England, to Zara, at his father's court ; and Zara's answer. An elegy on the death of His Royal Highness Frederick Prince of Wales. And Diggon Davy's resolution on the death of his last cow: a pastoral. By William Dodd, B.A. Late of Clare-Hall, Cambridge, T. Waller, London, 1755.
- The Hymns of Callimachus translated from the Greek into English verse, with notes. To which are added, select epigrams, and the Coma Berenices of the same author, six hymns of Orpheus, and the Encomium of Ptolemy by Theocritus. By William Dodd., London, 1755
- The sinful Christian condemn'd by his own prayers. : a sermon, London 1755.
- The nature and necessity of fasting : being the substance of two sermons preach'd in the parish churches of West Ham, Essex, and St. Olave's, Bar-street, London : to which are added, two solemn acts of private devotion, from the pious Bishop Ken's practice of divine love, W. Faden, London, 1757.
- The frequency of capital punishments inconsistent with justice, sound policy, and religion. : Being the substance of a sermon, W.Faden, London, 1762.
- Poems by Dr. Dodd, Dryden Leach für den Autor, London, 1767.
- An abridgement of the new version of the psalms, : for the use of Charlotte-Street and Bedford Chapels, W. Faden, London 1770
- William Dodd et al.: The Holy Bible, with a commentary; in which are inserted the notes and collections of John Locke, esq., Daniel Waterland, D.D., the right honourable Edward Earl of Clarendon, and other learned persons. With practical improvements, Davis, London, 1770–1773.
- An account of the rise, progress, and present state of the Magdalen Hospital : for the reception of penitent prostitutes. Together with Dr. Dodd's sermons, preached before the president, vice-presidents, governors, &c. Before his Royal Highness the Duke of York, &c. and in the Magdalen Chapel, W. Faden, London 1770
- A commentary on the books of the Old and New Testament. In which are Inserted the Notes and Collections of John Locke, Esq ; Daniel Waterland, D.D. The Right Honourable Edward Earl of Clarendon. And Other Learned Persons. With Practical Improvements. By William Dodd, L.L.D. Prebendary of Brecon, and Chaplain in Ordinary to his Majesty. In three volumes, Davis, London, 1770.
- Thoughts in prison : in five parts. Viz. The imprisonment. The trial. The retrospect. Futurity. Public punishment. By the Rev. William Dodd, L.L.D. To which are added, his last prayer, written in the night before his death: and other miscellaneous pieces, Edward and Charles Dilly, in the Poultry, London, 1777.
- Thoughts on the glorious Epiphany, of the Lord Jesus Christ. : a poetical essay, written at Southampton in the year MDCCLVII. Sacred to friendship. By William Dodd, A.M. Lecturer of West Ham, Essex, and St. Olave's, Hart-Street, London, G. Kearsly, London, 1777.